# Leonid Bogajewskow
Leonid Wasiliewicz Bogajewskow, ros. Леонид Васильевич Богаевсков (ur. 4 sierpnia 1867 r. w stanicy Nowoczerkaskaja w Rosji, zm. 5 grudnia 1951 r. w Jugosławii) – rosyjski wojskowy (generał lejtnant), zastępca wojskowego atamana Kozaków dońskich podczas II wojny światowej.
Ukończył szkołę realną, zaś w 1889 r. nikołajewską szkołę inżynieryjną w Nowoczerkasku. Służył w 3 baterii artylerii Kozaków dońskich. Od 24 marca 1900 r. pełnił funkcję adiutanta szefa sztabu wojskowego Kozaków dońskich, od 22 września 1901 r. – wojskowego atamana nakaźnego Kozaków dońskich, zaś od 7 grudnia 1910 r. – młodszego sztabsoficera do specjalnych poruczeń przy wojskowym atamanie nakaźnym Kozaków dońskich. 18 kwietnia 1910 r. awansował do stopnia pułkownika. Pod koniec 1917 r. wstąpił do wojsk Kozaków dońskich, walczących z bolszewikami. Doszedł do stopnia generała lejtnanta. W poł. listopada 1920 r. wraz z resztkami wojsk białych ewakuował się do Gallipoli. Zamieszkał w Królestwie SHS. Po ataku wojsk niemieckich na ZSRR 22 czerwca 1941 r., współuczestniczył w formowaniu kozackich oddziałów wojskowych w służbie niemieckiej. Jednocześnie zajmował funkcję przedstawiciela atamana wojskowego Kozaków dońskich w Jugosławii, zaś od marca 1942 r. – zastępcy atamana wojskowego Kozaków dońskich. Po zakończeniu wojny mieszkał w Jugosławii.